# منطقه زمانی

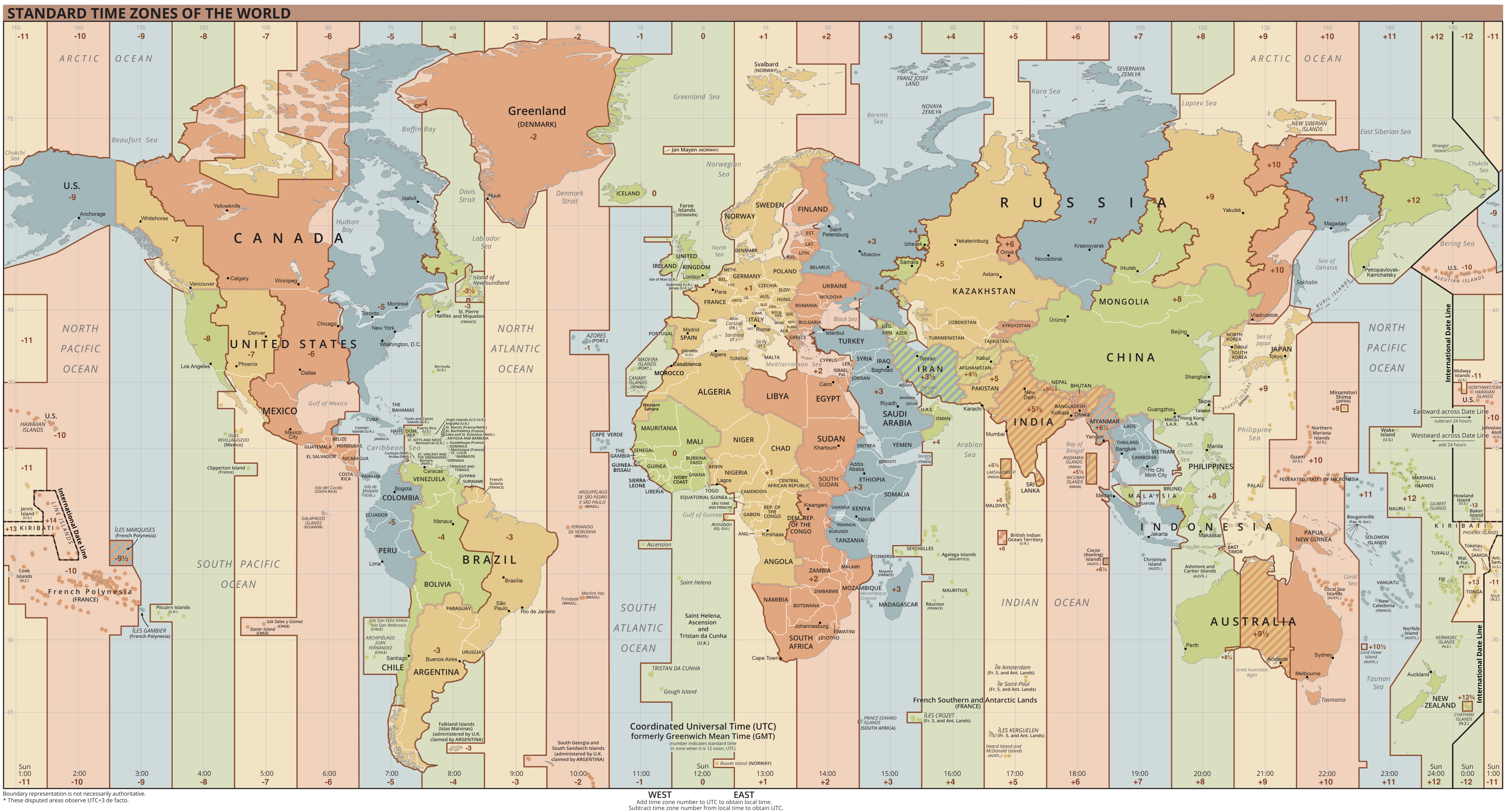
نقشهٔ مناطق زمانی جهان

منطقهٔ زمانی محدوده‌ای از یک زمان استاندارد یکنواخت است که از آن برای مقاصد قانونی، بازرگانی و اجتماعی استفاده می‌شود. مناطق زمانی معمولاً به‌جای پیروی دقیق از طول جغرافیایی، از مرزهای بین کشورها و تقسیمات کشوری آن‌ها تبعیت می‌کنند، زیرا هماهنگ بودن زمان در مناطقی که ارتباطات مداومی دارند، از نظر عملی سودمندتر است.
هر منطقهٔ زمانی با یک اختلاف زمانی استاندارد نسبت به ساعت هماهنگ جهانی (UTC) تعریف می‌شود. این اختلاف‌ها از یوتی‌سی ۱۲:۰۰- تا یوتی‌سی ۱۴:۰۰+ متغیر است و معمولاً مضربی از یک ساعت کامل است، اما در برخی مناطق، این اختلاف شامل ۳۰ یا ۴۵ دقیقهٔ اضافی نیز می‌شود، مانند زمان استاندارد هند و زمان نپال. برخی مناطق در یک منطقهٔ زمانی ممکن است در بخشی از سال از یک اختلاف زمانی متفاوت استفاده کنند که معمولاً شامل یک ساعت جلو رفتن در بهار و تابستان است؛ این روش به ساعت تابستانی (DST) معروف است.

## فهرست اختلاف‌های زمانی با ساعت هماهنگ جهانی

مناطق زمانی در جهان

در جدول زیر، مکان‌هایی که از ساعت تابستانی استفاده می‌کنند، با اختلاف زمانی آن‌ها نسبت به ساعت هماهنگ جهانی در زمانی که ساعت تابستانی اعمال نمی‌شود، فهرست شده‌اند. هنگامی که ساعت تابستانی اعمال می‌شود، که معمولاً در بهار و تابستان است، اختلاف زمانی آن‌ها یک ساعت افزایش می‌یابد (به‌جز در جزیرهٔ لرد هاوو که این افزایش ۳۰ دقیقه است).
برای مثال، در دورهٔ اجرای ساعت تابستانی، ایالت کالیفرنیا از یوتی‌سی ۷:۰۰- پیروی می‌کند و بریتانیا از یوتی‌سی ۱:۰۰+ استفاده می‌کند.
| اختلاف زمانی ساعت هماهنگ جهانی | مکان‌هایی که از ساعت تابستانی استفاده نمی‌کنند | مکان‌هایی که از ساعت تابستانی استفاده نمی‌کنند | مکان‌هایی که از ساعت تابستانی استفاده می‌کنند | مکان‌هایی که از ساعت تابستانی استفاده می‌کنند |
| ------------------------------ | -------------------------------------------- | --- | ------------------------------------------- | --- |
| یوتی‌سی ۱۲:۰۰-                  |                                              | جزیره بیکر · جزیره هاولند |                                             | |
| یوتی‌سی ۱۱:۰۰-                  |                                              | ساموای آمریکا · جزیره جارویس · آب‌سنگ کینگمن · جزیره مرجانی میدوی · نیووی · جزیره مرجانی پالمیرا |                                             | |
| یوتی‌سی ۱۰:۰۰-                  |                                              | جزایر کوک · پلی‌نزی فرانسه (عمدتاً) جزیره جانستون · ایالات متحده آمریکا: هاوایی |                                             | ایالات متحده آمریکا: جزایر آندریانوف، جزایر چهار کوه، جزایر نزدیک، جزایر رت (جزایر آلیوتی، آلاسکا) |
| یوتی‌سی ۹:۳۰-                   |                                              | پلی‌نزی فرانسه: جزایر مارکیز |                                             | |
| یوتی‌سی ۹:۰۰-                   |                                              | پلی‌نزی فرانسه: جزایر گامبیر |                                             | ایالات متحده آمریکا: آلاسکا (عمدتاً) |
| یوتی‌سی ۸:۰۰-                   |                                              | جزیره کلیپرتون · جزایر پیت‌کرن |                                             | کانادا: بریتیش کلمبیا (عمدتاً) · مکزیک: باخا کالیفرنیا · ایالات متحده آمریکا: کالیفرنیا، آیداهو (شمال)، نوادا (عمدتاً)، اورگن (عمدتاً)، واشینگتن |
| یوتی‌سی ۷:۰۰-                   |                                              | کانادا: بریتیش کلمبیا (شمال شرق)، یوکان · مکزیک: باخا کالیفرنیا سور، نایاریت (عمدتاً)، سینالوآ، ایالت سونورا · ایالات متحده آمریکا: آریزونا (عمدتاً) |                                             | کانادا: آلبرتا، بریتیش کلمبیا (جنوب شرق)، قلمروهای شمال غربی، نوناووت (غرب)، ساسکاچوان (منطقهٔ لویدمینستر) · مکزیک: چی‌واوا (مرز شمال غرب) · ایالات متحده آمریکا: آریزونا (ملت ناواهو)، کلرادو، آیداهو (عمدتاً)، کانزاس (غرب)، مونتانا، نبراسکا (غرب)، نیومکزیکو، نوادا (مرز شمال شرقی)، داکوتای شمالی (جنوب غرب)، اورگن (شرق)، داکوتای جنوبی (غرب)، تگزاس (غرب)، یوتا، وایومینگ                                             |
| یوتی‌سی ۶:۰۰-                   |                                              | بلیز · کانادا: ساسکاچوان (عمدتاً) · کاستاریکا · اکوادور: گالاپاگوس السالوادور · گواتمالا · هندوراس · مکزیک (عمدتاً) · نیکاراگوئه |                                             | کانادا: منیتوبا، نوناووت (مرکزی)، انتاریو (غرب) · شیلی: جزیره ایستر · مکزیک (مرز شمال شرق) · ایالات متحده آمریکا: آلاباما، آرکانزاس، فلوریدا (شمال غرب)، ایلینوی، ایندیانا (شمال غرب، جنوب شرق)، آیووا، کانزاس (عمدتاً)، کنتاکی (غرب)، لوئیزیانا، میشیگان (مرز شمال غرب)، مینه‌سوتا، می‌سی‌سی‌پی، میزوری، نبراسکا (عمدتاً)، داکوتای شمالی (عمدتاً)، اکلاهما، داکوتای جنوبی (عمدتاً)، تنسی (عمدتاً)، تگزاس (عمدتاً)، ویسکانسین       |
| یوتی‌سی ۵:۰۰-                   |                                              | برزیل: اکری، آمازوناس (جنوب غرب) · کانادا: آتیکوکان، میشکی‌گوگامانگ، جزیره ساوت‌همپتون · جزایر کیمن · کلمبیا · اکوادور (عمدتاً) · جامائیکا · مکزیک: کینتانا رو · جزیره ناواسا · پاناما · پرو |                                             | باهاما · کانادا: نوناووت (شرق)، انتاریو (عمدتاً)، استان کبک (عمدتاً) · کوبا · هائیتی · جزایر تورکس و کایکوس · ایالات متحده آمریکا: کنتیکت، دلاور (ایالت), ناحیهٔ کلمبیا، فلوریدا (عمدتاً)، جورجیا، ایندیانا (عمدتاً)، کنتاکی (شرق)، مین (ایالت), مریلند، ماساچوست، میشیگان (عمدتاً)، نیوهمپشر، نیوجرسی، نیو یورک، کارولینای شمالی، اوهایو، پنسیلوانیا، رود آیلند، کارولینای جنوبی، تنسی (شرق)، ورمانت، ویرجینیا، ویرجینیای غربی |
| یوتی‌سی ۴:۰۰-                   |                                              | آنگویلا · آنتیگوآ و باربودا · آروبا · باربادوس · بولیوی · برزیل: آمازوناس (عمدتاً)، ماتو گروسو، ماتوگروسو جنوبی، روندونیا، رورایما · جزایر ویرجین انگلستان · کانادا: استان کبک (شرق) · جزایر کارائیب هلند · کوراسائو · دومینیکا · جمهوری دومینیکن گرنادا · جزیره گوادلوپ · گویان · مارتینیک · مونتسرات · پورتوریکو · سنت بارثلمی · سنت کیتس و نویس · سنت لوسیا · سنت مارتین · سنت وینسنت و گرنادین‌ها · سنت مارتین · ترینیداد و توباگو · جزایر ویرجین ایالات متحده · ونزوئلا |                                             | برمودا · کانادا: لابرادور (عمدتاً)، نیوبرانزویک، نوا اسکوشیا، جزیره پرنس ادوارد · شیلی (عمدتاً) · گرینلند: پایگاه فضایی پیتوفیک |
| یوتی‌سی ۳:۳۰-                   |                                              | |                                             | کانادا: نیوفاندلند، لابرادور (جنوب شرق) |
| یوتی‌سی ۳:۰۰-                   |                                              | آرژانتین · برزیل (عمدتاً) · شیلی: منطقه ماژلان و جنوبگان شیلی · جزایر فالکلند · گویان فرانسه · پاراگوئه · سورینام · اروگوئه |                                             | سنت پیر و ماژلان |
| یوتی‌سی ۲:۰۰-                   |                                              | برزیل: فرناندو دی نورونیا · جورجیای جنوبی و جزایر ساندویچ جنوبی |                                             | گرینلند (عمدتاً) |
| یوتی‌سی ۱:۰۰-                   |                                              | کیپ ورد |                                             | پرتغال: آزور |
| یوتی‌سی ۰۰:۰۰±                  |                                              | بورکینافاسو · گامبیا · غنا · گرینلند: پارک ملی (ساحل شرقی) · گینه · گینه بیسائو · ایسلند · ساحل عاج · لیبریا · مالی · موریتانی · سینت هلینا · سنگال · سیرالئون · سائوتومه و پرنسیپ · توگو |                                             | جزایر فارو · گرنزی · جمهوری ایرلند · جزیره من · جرزی · پرتغال (عمدتاً) · اسپانیا: جزایر قناری · بریتانیا |
| یوتی‌سی ۱:۰۰+                   |                                              | الجزایر · آنگولا · بنین · کامرون · جمهوری آفریقای مرکزی · چاد · جمهوری کنگو · جمهوری دموکراتیک کنگو: ایکواته، کینشاسا، کنگو مرکزی، کوانگو، کویلو، مای-ندومبی، مونگالا، نورد اوبانگی، سود-اوبانگی، تشوپا گینه استوایی · گابن · مراکش · نیجر · نیجریه · تونس · صحرای غربی |                                             | آلبانی · آندورا · اتریش · بلژیک · بوسنی و هرزگوین · کرواسی · جمهوری چک · دانمارک · فرانسه (متروپول) · آلمان · جبل طارق · مجارستان · ایتالیا · کوزوو · لیختن‌اشتاین · لوکزامبورگ · مالت · موناکو · مونته‌نگرو · هلند (اروپایی) · مقدونیه شمالی · نروژ · لهستان · سان مارینو · صربستان · اسلواکی · اسلوونی · اسپانیا (عمدتاً) · سوئد · سوئیس · واتیکان                                                                         |
| یوتی‌سی ۲:۰۰+                   |                                              | بوتسوانا · بوروندی · جمهوری دموکراتیک کنگو (عمدتاً) · اسواتینی · لسوتو · لیبی · مالاوی · موزامبیک · نامیبیا · روسیه: کالینینگراد · رواندا · آفریقای جنوبی (عمدتاً) · سودان جنوبی · سودان · زامبیا · زیمبابوه |                                             | آکراتاری و داکیلیا · بلغارستان · قبرس · مصر · استونی · فنلاند · یونان · اسرائیل · لتونی · لبنان · لیتوانی · مولدووا · قبرس شمالی · فلسطین · رومانی · ترانس‌نیستریا · اوکراین (عمدتاً) |
| یوتی‌سی ۳:۰۰+                   |                                              | آبخاز · بحرین · بلاروس · کومور · جیبوتی · اریتره · اتیوپی · سرزمین‌های جنوبی و جنوبگانی فرانسه: ایل-اپارس · عراق · اردن · کنیا · کویت · ماداگاسکار · مایوت · قطر · روسیه (عمدتاً بخش اروپایی) · عربستان سعودی · سومالی · سومالی‌لند · آفریقای جنوبی: جزایر پرینس ادوارد · اوستیای جنوبی · سوریه · تانزانیا · ترکیه · اوگاندا · اوکراین: مناطق اشغالی · یمن |                                             | |
| یوتی‌سی ۳:۳۰+                   |                                              | ایران |                                             | |
| یوتی‌سی ۴:۰۰+                   |                                              | ارمنستان · جمهوری آذربایجان · سرزمین‌های جنوبی و جنوبگانی فرانسه: جزایر کروزت · گرجستان · موریس · عمان · روسیه: آستراخان، سامارا، ساراتوف، اودمورتیا، اولیانوفسک · رئونیون · سیشل · امارات متحده عربی |                                             | |
| یوتی‌سی ۴:۳۰+                   |                                              | افغانستان |                                             | |
| یوتی‌سی ۵:۰۰+                   |                                              | سرزمین‌های جنوبی و جنوبگانی فرانسه: جزایر کرگولن، سنت پل، جزیره آمستردام · جزیره هرد و جزایر مک‌دونالد · قزاقستان · مالدیو · پاکستان · روسیه: باشقیرستان، چلیابینسک، خانتی-مانسی، کورگان، اورنبورگ، پرم، سوردلوفسک، تیومن، ناحیه خودگردان یامالو-ننتس · تاجیکستان · ترکمنستان · ازبکستان |                                             | |
| یوتی‌سی ۵:۳۰+                   |                                              | هند · سری‌لانکا |                                             | |
| یوتی‌سی ۵:۴۵+                   |                                              | نپال |                                             | |
| یوتی‌سی ۰۶:۰۰+                  |                                              | بنگلادش · بوتان · قلمرو اقیانوس هند بریتانیا · قرقیزستان · روسیه: اومسک |                                             | |
| یوتی‌سی ۶:۳۰+                   |                                              | جزایر کوکوس · میانمار |                                             | |
| یوتی‌سی ۷:۰۰+                   |                                              | کامبوج · جزیره کریسمس · اندونزی: سوماترا، جاوه، کالیمانتان غربی، کالیمانتان مرکزی · لائوس · مغولستان: بایان-اولگی، خاود، اووس روسیه: سرزمین آلتای، جمهوری آلتای، کمروو، خاکاسیا، کراسنویارسک، نووسیبیرسک، تومسک، تووا · تایلند · ویتنام |                                             | |
| یوتی‌سی ۸:۰۰+                   |                                              | استرالیا: استرالیای غربی (عمدتاً) · برونئی · چین · هنگ کنگ · اندونزی: کالیمانتان جنوبی، کالیمانتان شرقی، کالیمانتان شمالی، سولاوسی، جزایر سوندای کوچک ماکائو · مالزی · مغولستان (عمدتاً) · فیلیپین · روسیه: بوریاتیا، ایرکوتسک · سنگاپور · تایوان |                                             | |
| یوتی‌سی ۸:۴۵+                   |                                              | استرالیا: یوکلا |                                             | |
| یوتی‌سی ۹:۰۰+                   |                                              | تیمور شرقی · اندونزی: جزایر ملوک، گینه نوی غربی · ژاپن · کره شمالی · پالائو · روسیه: آمور، ساخا (عمدتاً)، زابایکالسکی · کره جنوبی |                                             | |
| یوتی‌سی ۹:۳۰+                   |                                              | استرالیا: قلمرو شمالی |                                             | استرالیا: استرالیای جنوبی، شهرستان یانکووینا |
| یوتی‌سی ۱۰:۰۰+                  |                                              | استرالیا: کوئینزلند · گوآم · ایالات فدرال میکرونزی: چوک، یاپ · جزایر ماریانای شمالی پاپوآ گینه نو (عمدتاً) روسیه: استان خودگردان یهودی، خاباروفسک، پریمورسکی، ساخا (مرکز-شرق) |                                             | استرالیا: قلمرو پایتختی استرالیا، قلمرو خلیج جرویس، نیو ساوت ولز (عمدتاً)، تاسمانی، ویکتوریا |
| یوتی‌سی ۱۰:۳۰+                  |                                              | |                                             | استرالیا: جزیره لرد هاوو (افزایش ساعت تابستانی ۳۰ دقیقه است) |
| یوتی‌سی ۱۱:۰۰+                  |                                              | ایالات فدرال میکرونزی: کوسرائی، پوهنپئی · کالدونیای جدید · پاپوآ گینه نو: بوگن‌ویل روسیه: ماگادان، ساخا (شرق)، ساخالین · جزایر سلیمان · وانواتو |                                             | جزیره نورفک |
| یوتی‌سی ۱۲:۰۰+                  |                                              | فیجی · کیریباتی: جزایر گیلبرت · جزایر مارشال · نائورو · روسیه: چوکوتکا، کامچاتکا تووالو · جزیره ویک · والیس و فوتونا |                                             | نیوزیلند (عمدتاً) |
| یوتی‌سی ۱۲:۴۵+                  |                                              | |                                             | نیوزیلند: جزایر چتم |
| یوتی‌سی ۱۳:۰۰+                  |                                              | کیریباتی: جزایر فینیکس · ساموآ · توکلائو · تونگا |                                             | |
| یوتی‌سی ۱۴:۰۰+                  |                                              | کیریباتی: جزایر لاین |                                             | |

## تاریخچه

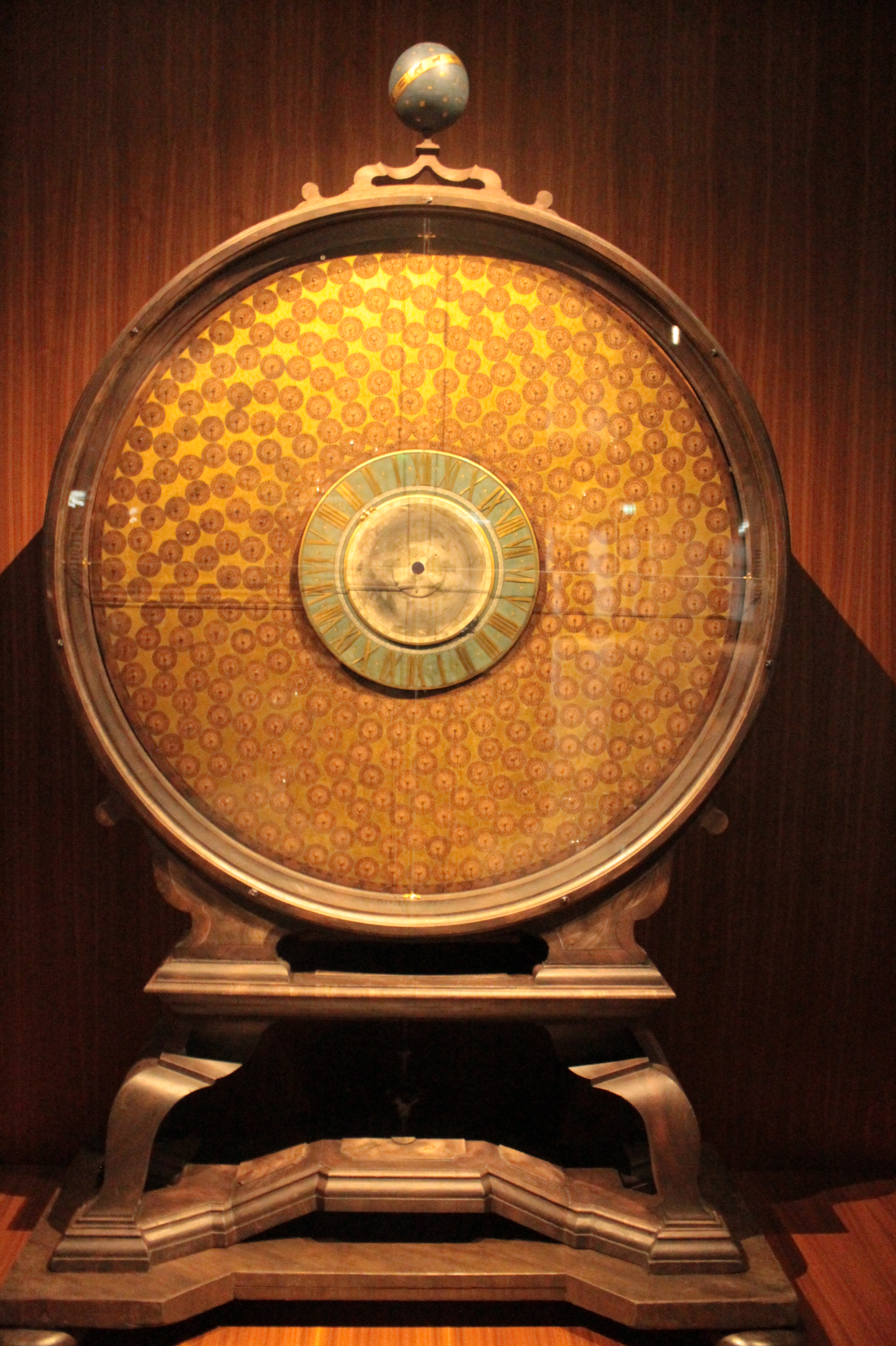
ساعت جهانی، به ارتفاع ۲٫۵ متر. ساخته‌شده در درسدن در سال ۱۶۹۰. موزهٔ ابزارهای فنی، درسدن

موقعیت ظاهری خورشید در آسمان، و در نتیجه زمان خورشیدی، بسته به موقعیت جغرافیایی تغییر می‌کند، زیرا زمین کروی است. این تغییر برای هر درجه از طول جغرافیایی معادل چهار دقیقه تفاوت زمانی است؛ بنابراین، زمانی که در لندن ظهر خورشیدی است، در بریستول — که حدود ۲٫۵ درجه غرب‌تر قرار دارد — حدود ۱۰ دقیقه به ظهر خورشیدی مانده است.
رصدخانهٔ سلطنتی گرینویچ که در سال ۱۶۷۵ بنیان‌گذاری شد، ساعت گرینویچ را به‌عنوان زمان میانگین خورشیدی در آن موقعیت تعریف کرد تا به دریانوردان در تعیین طول جغرافیایی در دریا کمک کند و مرجعی استاندارد برای زمان فراهم آورد، در حالی‌که هر منطقه در انگلستان زمان خاص خود را حفظ می‌کرد.

### زمان راه‌آهن
در قرن نوزدهم، با پیشرفت حمل‌ونقل و ارتباطات از راه دور، استفاده از زمان خورشیدی محلی در هر نقطه به‌طور فزاینده‌ای غیرعملی شد. در نوامبر ۱۸۴۰، راه‌آهن بزرگ غربی بریتانیا شروع به استفاده از ساعت گرینویچ کرد که با کرنومتر دریایی قابل‌حمل تنظیم می‌شد. این شیوه به‌سرعت توسط دیگر شرکت‌های راه‌آهن در بریتانیا نیز پذیرفته شد و به‌عنوان «زمان راه‌آهن» شناخته شد.
در حدود ۲۳ اوت ۱۸۵۲، سیگنال‌های زمانی برای نخستین بار از طریق تلگراف از رصدخانهٔ سلطنتی ارسال شدند. تا سال ۱۸۵۵، ۹۸٪ از ساعت‌های عمومی در بریتانیای کبیر از ساعت گرینویچ استفاده می‌کردند، اما این زمان تا ۲ اوت ۱۸۸۰ به‌طور رسمی به‌عنوان زمان قانونی جزیره تعیین نشد. برخی از ساعت‌های بریتانیاییِ متعلق به این دوره، دو عقربهٔ دقیقه‌شمار دارند: یکی برای زمان محلی و دیگری برای ساعت گرینویچ.
در ۲ نوامبر ۱۸۶۸، مستعمرهٔ بریتانیایی نیوزیلند رسماً زمان استانداردی را برای استفاده در سراسر مستعمره تصویب کرد. این زمان بر اساس طول جغرافیایی °۱۷۲′۳۰ شرقی گرینیچ تنظیم شده بود، یعنی ۱۱ ساعت و ۳۰ دقیقه جلوتر از ساعت گرینویچ. این استاندارد با عنوان میانگین زمان نیوزیلند شناخته می‌شد.
ثبت زمان در ترابری ریلی آمریکای شمالی در قرن نوزدهم پیچیده بود. هر خط‌آهن زمان استاندارد خود را داشت که معمولاً بر اساس زمان محلی مقر اصلی یا مهم‌ترین ایستگاه آن تنظیم می‌شد، و جدول زمانی قطارهای آن شرکت نیز با همان زمان منتشر می‌شد. برخی تقاطع‌ها که چندین خط‌آهن از آن عبور می‌کردند، برای هر شرکت راه‌آهن یک ساعت جداگانه داشتند که هرکدام زمانی متفاوت را نمایش می‌دادند. به‌دلیل همین ناهماهنگی‌ها، حوادث متعددی رخ داد؛ زمانی که قطارهایی از شرکت‌های مختلف که از ریل‌های مشترک استفاده می‌کردند، عبور خود را به‌درستی زمان‌بندی نکردند.
در حدود سال ۱۸۶۳، چارلز اف. داود سامانه‌ای از مناطق زمانی استاندارد ساعتی را برای راه‌آهن‌های آمریکای شمالی پیشنهاد داد، هرچند در آن زمان چیزی دربارهٔ آن منتشر نکرد و تا سال ۱۸۶۹ با مسئولان راه‌آهن مشورتی نکرد. در سال ۱۸۷۰، او چهار منطقهٔ زمانی آرمانی با مرزهای شمالی–جنوبی پیشنهاد کرد که نخستین آن‌ها بر واشینگتن، دی.سی. متمرکز بود، اما تا سال ۱۸۷۲ این منطقه بر نصف‌النهار ۷۵ درجه غربی گرینویچ متمرکز شد و مرزهایی طبیعی مانند بخش‌هایی از رشته‌کوه آپالاش در نظر گرفته شد. سامانهٔ داود هرگز مورد پذیرش راه‌آهن‌های آمریکای شمالی قرار نگرفت.
کلیولند ابی، رئیس خدمات هواشناسی ملی ایالات متحدهٔ آمریکا، ایالات متحده را برای هماهنگی میان ایستگاه‌های هواشناسی به چهار منطقهٔ زمانی استاندارد تقسیم کرد. او در سال ۱۸۷۹ مقاله‌ای با عنوان گزارشی دربارهٔ زمان استاندارد منتشر کرد. در سال ۱۸۸۳، او شرکت‌های راه‌آهن آمریکای شمالی را متقاعد کرد تا سامانهٔ مناطق زمانی او را بپذیرند. در سال ۱۸۸۴، بریتانیا — که پیش‌تر سامانهٔ زمان استاندارد خود را برای انگلستان، اسکاتلند و ولز پذیرفته بود — به جلب توافق بین‌المللی برای زمان جهانی کمک کرد. در گذر زمان، دولت ایالات متحدهٔ آمریکا، که بخشی از آن تحت تأثیر مقالهٔ ابی در سال ۱۸۷۹ بود، سامانهٔ مناطق زمانی را پذیرفت.
نسخه‌ای که اجرا شد، پیشنهاد ویلیام اف. آلن، سردبیر نشریهٔ راهنمای رسمی مسافرت راه‌آهن بود. مرزهای مناطق زمانی او از میان ایستگاه‌های راه‌آهن، اغلب در شهرهای بزرگ، عبور می‌کردند. برای نمونه، مرز میان مناطق زمانی شرقی و مرکزی از دیترویت، بوفالو، پیتسبرگ، آتلانتا و چارلستون می‌گذشت. این سامانه در روز یکشنبه ۱۸ نوامبر ۱۸۸۳ راه‌اندازی شد، که به «روز دو ظهر» نیز معروف است، هنگامی که ساعت ایستگاه‌های راه‌آهن با رسیدن ظهر استاندارد در هر منطقهٔ زمانی، دوباره تنظیم می‌شدند.
مناطق زمانی آمریکای شمالی با نام‌های بین‌استعماری، شرقی، مرکزی، کوهستانی و اقیانوس آرام نام‌گذاری شدند. در عرض یک سال، ۸۵٪ از شهرهایی با جمعیت بیش از ۱۰٬۰۰۰ نفر (حدود ۲۰۰ شهر) از زمان استاندارد استفاده می‌کردند. یکی از استثناهای چشمگیر دیترویت بود (که تقریباً در میانهٔ نصف‌النهارهای مناطق زمانی شرقی و مرکزی قرار دارد) و تا سال ۱۹۰۰ از زمان محلی استفاده می‌کرد؛ سپس به‌ترتیب زمان استاندارد مرکزی، زمان میانگین محلی و زمان استاندارد شرقی (EST) را آزمود، تا اینکه در مه ۱۹۱۵ یک فرمان شهری، زمان استاندارد شرقی را تصویب کرد و این تصمیم در رأی‌گیری عمومی در اوت ۱۹۱۶ تأیید شد. این سردرگمی زمانی با تصویب رسمی مناطق زمانی استاندارد توسط کنگرهٔ ایالات متحدهٔ آمریکا در قالب قانون زمان استاندارد در ۱۹ مارس ۱۹۱۸ پایان یافت.

### مناطق زمانی در سراسر جهان
ریاضی‌دان ایتالیایی، کوئریکو فیلوپانتی، ایدهٔ سامانه‌ای جهانی از مناطق زمانی را در کتاب خود با عنوان میراندا! که در سال ۱۸۵۸ منتشر شد، مطرح کرد. او ۲۴ منطقهٔ زمانی ساعتی را پیشنهاد داد که آن‌ها را «روزهای طولی» می‌نامید و نخستین آن‌ها را بر نصف‌النهار رم متمرکز کرده بود. او همچنین زمان جهانی‌ای را پیشنهاد داد که در اخترشناسی و تلگراف قابل استفاده باشد. با این حال، کتاب او تا مدت‌ها پس از مرگش مورد توجه قرار نگرفت.
سِر سندفورد فلمینگ، در سال ۱۸۷۶ سامانه‌ای جهانی از مناطق زمانی پیشنهاد کرد. این پیشنهاد جهان را به بیست‌وچهار منطقهٔ زمانی تقسیم می‌کرد که با حروف A تا Y (به‌جز J) برچسب‌گذاری شده بودند و هرکدام ۱۵ درجه طول جغرافیایی را پوشش می‌دادند. تمام ساعت‌ها در یک منطقه باید زمان یکسانی را نشان دهند، اما با مناطق مجاور، یک ساعت اختلاف داشته باشند. فلمینگ این سامانه را در چندین کنفرانس بین‌المللی، از جمله نشست بین‌المللی نصف‌النهار، مطرح کرد که در آنجا تا حدی مورد بررسی قرار گرفت. این سامانه به‌طور مستقیم پذیرفته نشد، اما برخی نقشه‌ها جهان را به ۲۴ منطقهٔ زمانی تقسیم کرده و به‌شیوه‌ای مشابه سامانهٔ فلمینگ، حروفی به آن‌ها اختصاص می‌دهند.

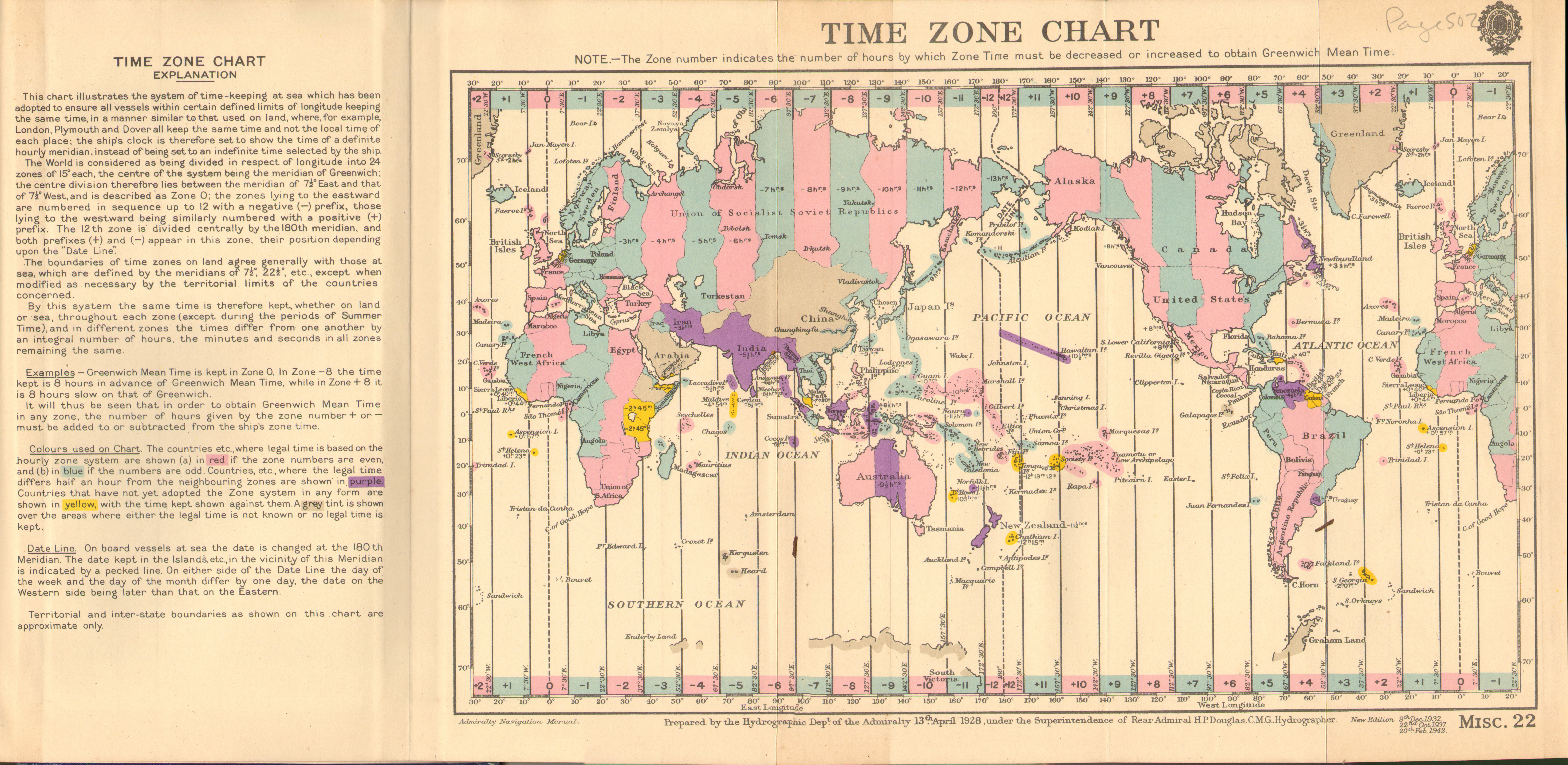
نقشهٔ مناطق زمانی جهان در سال ۱۹۲۸

تا حدود سال ۱۹۰۰، تقریباً همهٔ مناطق مسکونی روی زمین یک منطقهٔ زمانی استاندارد را پذیرفته بودند، اما تنها برخی از آن‌ها از اختلاف ساعتی با ساعت گرینویچ استفاده می‌کردند. بسیاری از کشورها زمان یک رصدخانهٔ نجومی محلی را به‌عنوان زمان رسمی در کل کشور به‌کار می‌بردند، بدون اینکه به ساعت گرینویچ ارجاعی داشته باشند. چندین دهه طول کشید تا همهٔ مناطق زمانی بر پایهٔ اختلاف استانداردی از ساعت گرینویچ یا ساعت هماهنگ جهانی تنظیم شوند. تا سال ۱۹۲۹، اکثریت کشورها مناطق زمانی ساعتی را پذیرفته بودند، گرچه برخی کشورها مانند ایران، هند، میانمار و بخش‌هایی از استرالیا مناطقی با اختلاف زمانی ۳۰ دقیقه‌ای داشتند. نپال آخرین کشوری بود که یک اختلاف زمانی استاندارد را پذیرفت و در سال ۱۹۸۶ کمی تغییر کرده و به ساعت هماهنگ جهانی +۰۵:۴۵ تغییر یافت.
امروزه همهٔ کشورها از مناطق زمانی استاندارد برای مقاصد غیرمذهبی استفاده می‌کنند، اما همهٔ آن‌ها این مفهوم را دقیقاً مطابق با شکل ابتدایی آن به‌کار نمی‌برند. چندین کشور و بخش‌های زیرمجموعهٔ آن‌ها از انحراف‌هایی به‌اندازهٔ نیم‌ساعت یا ربع‌ساعت نسبت به زمان استاندارد استفاده می‌کنند. برخی کشورها مانند چین و هند تنها از یک منطقهٔ زمانی استفاده می‌کنند، در حالی که وسعت جغرافیایی آن‌ها بسیار بیشتر از ۱۵ درجهٔ طول جغرافیاییِ ایده‌آل برای یک ساعت است؛ کشورهای دیگر مانند اسپانیا و آرژانتین از اختلاف ساعتی استاندارد بر پایهٔ ساعت کامل استفاده می‌کنند، اما نه لزوماً آنچه موقعیت جغرافیایی‌شان ایجاب می‌کند. پیامدهای این تصمیمات می‌تواند بر زندگی شهروندان محلی تأثیر بگذارد و در مواردی شدیدتر، به مسائل سیاسی گسترده‌تری دامن بزند، چنان‌که در مناطق غربی چین مشاهده می‌شود. در روسیه که ۱۱ منطقهٔ زمانی دارد، در سال ۲۰۱۰ دو منطقهٔ زمانی حذف شدند، اما در سال ۲۰۱۴ دوباره برقرار شدند.

## نمادگذاری

### ایزو ۸۶۰۱
ایزو ۸۶۰۱ یک استاندارد تعریف‌شده توسط سازمان بین‌المللی استانداردسازی است که روش‌های نمایش تاریخ و زمان را در قالب نوشتاری تعیین می‌کند، از جمله مشخصات مربوط به نمایش مناطق زمانی.
اگر زمان در ساعت هماهنگ جهانی (UTC) باشد، یک حرف «Z» بلافاصله پس از زمان بدون فاصلهٔ جداکننده اضافه می‌شود. «Z» نشان‌گر منطقهٔ زمانی با اختلاف صفر نسبت به ساعت هماهنگ جهانی است. بنابراین «09:30 UTC» به صورت «09:30Z» یا «0930Z» نمایش داده می‌شود. به‌همین ترتیب، «14:45:15 UTC» به صورت «14:45:15Z» یا «144515Z» نوشته می‌شود. زمان ساعت هماهنگ جهانی همچنین با نام «زمان زولو» شناخته می‌شود، زیرا «زولو» واژهٔ آوایی برای حرف «Z» در الفبای آوایی ناتو است.
اختلاف‌های زمانی نسبت به ساعت هماهنگ جهانی در قالب ±hh:mm، ±hhmm یا ±hh نوشته می‌شوند (یعنی چند ساعت جلوتر یا عقب‌تر از ساعت هماهنگ جهانی). برای نمونه، اگر زمان موردنظر یک ساعت جلوتر از ساعت هماهنگ جهانی باشد (مانند زمان در آلمان در زمستان)، نشان‌گر منطقهٔ زمانی می‌تواند «+01:00»، «+0100» یا صرفاً «+01» باشد. این نمایش عددی مناطق زمانی به زمان‌های محلی به همان شیوه‌ای افزوده می‌شود که مخفف‌های حروفی مناطق زمانی (یا «Z» در مثال بالا) افزوده می‌شوند. اختلاف زمانی نسبت به ساعت هماهنگ جهانی با ساعت تابستانی تغییر می‌کند. برای نمونه، اختلاف زمانی در شیکاگو که در منطقهٔ زمانی مرکزی آمریکای شمالی قرار دارد، در زمستان «−06:00» (زمان استاندارد مرکزی) و در تابستان «−05:00» (زمان تابستانی مرکزی) است.

### اختصارات
مناطق زمانی اغلب با اختصارات حروفی مانند «EST»، «WST» و «CST» نمایش داده می‌شوند، اما این اختصارات بخشی از استاندارد بین‌المللی زمان و تاریخ ایزو ۸۶۰۱ نیستند. این گونه نام‌گذاری‌ها می‌توانند گمراه‌کننده باشند؛ برای نمونه، «CST» ممکن است به منطقهٔ زمانی مرکزی (آمریکای شمالی) (ساعت هماهنگ جهانی−۰۶:۰۰)، منطقهٔ زمانی شرقی (ساعت هماهنگ جهانی−۰۵:۰۰) یا زمان چین (ساعت هماهنگ جهانی+۰۸:۰۰) اشاره داشته باشد، و همچنین یکی از گونه‌های رایج ACST (زمان در استرالیا، ساعت هماهنگ جهانی+۰۹:۳۰) نیز هست.

## تبدیل‌ها
تبدیل بین مناطق زمانی از رابطهٔ زیر پیروی می‌کند:
«زمان در منطقهٔ الف» − «اختلاف نسبت به ساعت هماهنگ جهانی برای منطقهٔ الف» = «زمان در منطقهٔ ب» − «اختلاف نسبت به ساعت هماهنگ جهانی برای منطقهٔ ب»
که در آن هر طرف معادله برابر با ساعت هماهنگ جهانی است.
این معادله را می‌توان به‌صورت زیر بازنویسی کرد:
«زمان در منطقهٔ ب» = «زمان در منطقهٔ الف» − «اختلاف نسبت به ساعت هماهنگ جهانی برای منطقهٔ الف» + «اختلاف نسبت به ساعت هماهنگ جهانی برای منطقهٔ ب»
برای مثال، بورس نیویورک ساعت ۰۹:۳۰ به وقت زمان استاندارد شرقی (اختلاف با ساعت هماهنگ جهانی: −۰۵:۰۰) باز می‌شود. در کالیفرنیا (زمان استاندارد اقیانوس آرام، اختلاف: −۰۸:۰۰) و هند (زمان استاندارد هند، اختلاف: +۰۵:۳۰)، زمان باز شدن بورس نیویورک به‌صورت زیر محاسبه می‌شود:
زمان در کالیفرنیا = ۰۹:۳۰ − (−۰۵:۰۰) + (−۰۸:۰۰) = ۰۶:۳۰؛
زمان در هند = ۰۹:۳۰ − (−۰۵:۰۰) + (+۰۵:۳۰) = ۲۰:۰۰.  این محاسبات در حوالی تغییر ساعت تابستانی پیچیده‌تر می‌شوند، زیرا اختلاف نسبت به ساعت هماهنگ جهانی تابعی از زمان ساعت هماهنگ جهانی می‌شود.  تفاوت‌های زمانی همچنین ممکن است منجر به تفاوت در تاریخ‌ها شوند. برای مثال، زمانی‌که در مصر (ساعت هماهنگ جهانی +۰۲:۰۰) ساعت ۲۲:۰۰ دوشنبه است، در پاکستان (ساعت هماهنگ جهانی +۰۵:۰۰) ساعت ۰۱:۰۰ سه‌شنبه است.  جدول «زمان روز در مناطق مختلف» نمایی کلی از روابط زمانی بین مناطق گوناگون ارائه می‌دهد.

| ساعات روز به تفکیک مناطق زمانی | ساعات روز به تفکیک مناطق زمانی | ساعات روز به تفکیک مناطق زمانی | ساعات روز به تفکیک مناطق زمانی | ساعات روز به تفکیک مناطق زمانی | ساعات روز به تفکیک مناطق زمانی | ساعات روز به تفکیک مناطق زمانی | ساعات روز به تفکیک مناطق زمانی | ساعات روز به تفکیک مناطق زمانی | ساعات روز به تفکیک مناطق زمانی | ساعات روز به تفکیک مناطق زمانی | ساعات روز به تفکیک مناطق زمانی | ساعات روز به تفکیک مناطق زمانی | ساعات روز به تفکیک مناطق زمانی | ساعات روز به تفکیک مناطق زمانی | ساعات روز به تفکیک مناطق زمانی | ساعات روز به تفکیک مناطق زمانی | ساعات روز به تفکیک مناطق زمانی | ساعات روز به تفکیک مناطق زمانی | ساعات روز به تفکیک مناطق زمانی | ساعات روز به تفکیک مناطق زمانی | ساعات روز به تفکیک مناطق زمانی | ساعات روز به تفکیک مناطق زمانی | ساعات روز به تفکیک مناطق زمانی | ساعات روز به تفکیک مناطق زمانی |
| ------------------------------ | ------------------------------ | ------------------------------ | ------------------------------ | ------------------------------ | ------------------------------ | ------------------------------ | ------------------------------ | ------------------------------ | ------------------------------ | ------------------------------ | ------------------------------ | ------------------------------ | ------------------------------ | ------------------------------ | ------------------------------ | ------------------------------ | ------------------------------ | ------------------------------ | ------------------------------ | ------------------------------ | ------------------------------ | ------------------------------ | ------------------------------ | ------------------------------ |
| اختلاف با ساعت هماهنگ جهانی    | دوشنبه                         | دوشنبه                         | دوشنبه                         | دوشنبه                         | دوشنبه                         | دوشنبه                         | دوشنبه                         | دوشنبه                         | دوشنبه                         | دوشنبه                         | دوشنبه                         | دوشنبه                         | دوشنبه                         | دوشنبه                         | دوشنبه                         | دوشنبه                         | دوشنبه                         | دوشنبه                         | دوشنبه                         | دوشنبه                         | دوشنبه                         | دوشنبه                         | دوشنبه                         | دوشنبه                         |
| یوتی‌سی ۱۲:۰۰-                  | ۰۰:۰۰                          | ۰۱:۰۰                          | ۰۲:۰۰                          | ۰۳:۰۰                          | ۰۴:۰۰                          | ۰۵:۰۰                          | ۰۶:۰۰                          | ۰۷:۰۰                          | ۰۸:۰۰                          | ۰۹:۰۰                          | ۱۰:۰۰                          | ۱۱:۰۰                          | ۱۲:۰۰                          | ۱۳:۰۰                          | ۱۴:۰۰                          | ۱۵:۰۰                          | ۱۶:۰۰                          | ۱۷:۰۰                          | ۱۸:۰۰                          | ۱۹:۰۰                          | ۲۰:۰۰                          | ۲۱:۰۰                          | ۲۲:۰۰                          | ۲۳:۰۰                          |
| یوتی‌سی ۱۱:۰۰-                  | ۰۱:۰۰                          | ۰۲:۰۰                          | ۰۳:۰۰                          | ۰۴:۰۰                          | ۰۵:۰۰                          | ۰۶:۰۰                          | ۰۷:۰۰                          | ۰۸:۰۰                          | ۰۹:۰۰                          | ۱۰:۰۰                          | ۱۱:۰۰                          | ۱۲:۰۰                          | ۱۳:۰۰                          | ۱۴:۰۰                          | ۱۵:۰۰                          | ۱۶:۰۰                          | ۱۷:۰۰                          | ۱۸:۰۰                          | ۱۹:۰۰                          | ۲۰:۰۰                          | ۲۱:۰۰                          | ۲۲:۰۰                          | ۲۳:۰۰                          | ۰۰:۰۰                          |
| یوتی‌سی ۱۰:۰۰-                  | ۰۲:۰۰                          | ۰۳:۰۰                          | ۰۴:۰۰                          | ۰۵:۰۰                          | ۰۶:۰۰                          | ۰۷:۰۰                          | ۰۸:۰۰                          | ۰۹:۰۰                          | ۱۰:۰۰                          | ۱۱:۰۰                          | ۱۲:۰۰                          | ۱۳:۰۰                          | ۱۴:۰۰                          | ۱۵:۰۰                          | ۱۶:۰۰                          | ۱۷:۰۰                          | ۱۸:۰۰                          | ۱۹:۰۰                          | ۲۰:۰۰                          | ۲۱:۰۰                          | ۲۲:۰۰                          | ۲۳:۰۰                          | ۰۰:۰۰                          | ۰۱:۰۰                          |
| یوتی‌سی ۹:۳۰-                   | ۰۲:۳۰                          | ۰۳:۳۰                          | ۰۴:۳۰                          | ۰۵:۳۰                          | ۰۶:۳۰                          | ۰۷:۳۰                          | ۰۸:۳۰                          | ۰۹:۳۰                          | ۱۰:۳۰                          | ۱۱:۳۰                          | ۱۲:۳۰                          | ۱۳:۳۰                          | ۱۴:۳۰                          | ۱۵:۳۰                          | ۱۶:۳۰                          | ۱۷:۳۰                          | ۱۸:۳۰                          | ۱۹:۳۰                          | ۲۰:۳۰                          | ۲۱:۳۰                          | ۲۲:۳۰                          | ۲۳:۳۰                          | ۰۰:۳۰                          | ۰۱:۳۰                          |
| یوتی‌سی ۹:۰۰-                   | ۰۳:۰۰                          | ۰۴:۰۰                          | ۰۵:۰۰                          | ۰۶:۰۰                          | ۰۷:۰۰                          | ۰۸:۰۰                          | ۰۹:۰۰                          | ۱۰:۰۰                          | ۱۱:۰۰                          | ۱۲:۰۰                          | ۱۳:۰۰                          | ۱۴:۰۰                          | ۱۵:۰۰                          | ۱۶:۰۰                          | ۱۷:۰۰                          | ۱۸:۰۰                          | ۱۹:۰۰                          | ۲۰:۰۰                          | ۲۱:۰۰                          | ۲۲:۰۰                          | ۲۳:۰۰                          | ۰۰:۰۰                          | ۰۱:۰۰                          | ۰۲:۰۰                          |
| یوتی‌سی ۸:۰۰-                   | ۰۴:۰۰                          | ۰۵:۰۰                          | ۰۶:۰۰                          | ۰۷:۰۰                          | ۰۸:۰۰                          | ۰۹:۰۰                          | ۱۰:۰۰                          | ۱۱:۰۰                          | ۱۲:۰۰                          | ۱۳:۰۰                          | ۱۴:۰۰                          | ۱۵:۰۰                          | ۱۶:۰۰                          | ۱۷:۰۰                          | ۱۸:۰۰                          | ۱۹:۰۰                          | ۲۰:۰۰                          | ۲۱:۰۰                          | ۲۲:۰۰                          | ۲۳:۰۰                          | ۰۰:۰۰                          | ۰۱:۰۰                          | ۰۲:۰۰                          | ۰۳:۰۰                          |
| یوتی‌سی ۷:۰۰-                   | ۰۵:۰۰                          | ۰۶:۰۰                          | ۰۷:۰۰                          | ۰۸:۰۰                          | ۰۹:۰۰                          | ۱۰:۰۰                          | ۱۱:۰۰                          | ۱۲:۰۰                          | ۱۳:۰۰                          | ۱۴:۰۰                          | ۱۵:۰۰                          | ۱۶:۰۰                          | ۱۷:۰۰                          | ۱۸:۰۰                          | ۱۹:۰۰                          | ۲۰:۰۰                          | ۲۱:۰۰                          | ۲۲:۰۰                          | ۲۳:۰۰                          | ۰۰:۰۰                          | ۰۱:۰۰                          | ۰۲:۰۰                          | ۰۳:۰۰                          | ۰۴:۰۰                          |
| یوتی‌سی ۶:۰۰-                   | ۰۶:۰۰                          | ۰۷:۰۰                          | ۰۸:۰۰                          | ۰۹:۰۰                          | ۱۰:۰۰                          | ۱۱:۰۰                          | ۱۲:۰۰                          | ۱۳:۰۰                          | ۱۴:۰۰                          | ۱۵:۰۰                          | ۱۶:۰۰                          | ۱۷:۰۰                          | ۱۸:۰۰                          | ۱۹:۰۰                          | ۲۰:۰۰                          | ۲۱:۰۰                          | ۲۲:۰۰                          | ۲۳:۰۰                          | ۰۰:۰۰                          | ۰۱:۰۰                          | ۰۲:۰۰                          | ۰۳:۰۰                          | ۰۴:۰۰                          | ۰۵:۰۰                          |
| یوتی‌سی ۵:۰۰-                   | ۰۷:۰۰                          | ۰۸:۰۰                          | ۰۹:۰۰                          | ۱۰:۰۰                          | ۱۱:۰۰                          | ۱۲:۰۰                          | ۱۳:۰۰                          | ۱۴:۰۰                          | ۱۵:۰۰                          | ۱۶:۰۰                          | ۱۷:۰۰                          | ۱۸:۰۰                          | ۱۹:۰۰                          | ۲۰:۰۰                          | ۲۱:۰۰                          | ۲۲:۰۰                          | ۲۳:۰۰                          | ۰۰:۰۰                          | ۰۱:۰۰                          | ۰۲:۰۰                          | ۰۳:۰۰                          | ۰۴:۰۰                          | ۰۵:۰۰                          | ۰۶:۰۰                          |
| یوتی‌سی ۴:۰۰-                   | ۰۸:۰۰                          | ۰۹:۰۰                          | ۱۰:۰۰                          | ۱۱:۰۰                          | ۱۲:۰۰                          | ۱۳:۰۰                          | ۱۴:۰۰                          | ۱۵:۰۰                          | ۱۶:۰۰                          | ۱۷:۰۰                          | ۱۸:۰۰                          | ۱۹:۰۰                          | ۲۰:۰۰                          | ۲۱:۰۰                          | ۲۲:۰۰                          | ۲۳:۰۰                          | ۰۰:۰۰                          | ۰۱:۰۰                          | ۰۲:۰۰                          | ۰۳:۰۰                          | ۰۴:۰۰                          | ۰۵:۰۰                          | ۰۶:۰۰                          | ۰۷:۰۰                          |
| یوتی‌سی ۳:۳۰-                   | ۰۸:۳۰                          | ۰۹:۳۰                          | ۱۰:۳۰                          | ۱۱:۳۰                          | ۱۲:۳۰                          | ۱۳:۳۰                          | ۱۴:۳۰                          | ۱۵:۳۰                          | ۱۶:۳۰                          | ۱۷:۳۰                          | ۱۸:۳۰                          | ۱۹:۳۰                          | ۲۰:۳۰                          | ۲۱:۳۰                          | ۲۲:۳۰                          | ۲۳:۳۰                          | ۰۰:۳۰                          | ۰۱:۳۰                          | ۰۲:۳۰                          | ۰۳:۳۰                          | ۰۴:۳۰                          | ۰۵:۳۰                          | ۰۶:۳۰                          | ۰۷:۳۰                          |
| یوتی‌سی ۳:۰۰-                   | ۰۹:۰۰                          | ۱۰:۰۰                          | ۱۱:۰۰                          | ۱۲:۰۰                          | ۱۳:۰۰                          | ۱۴:۰۰                          | ۱۵:۰۰                          | ۱۶:۰۰                          | ۱۷:۰۰                          | ۱۸:۰۰                          | ۱۹:۰۰                          | ۲۰:۰۰                          | ۲۱:۰۰                          | ۲۲:۰۰                          | ۲۳:۰۰                          | ۰۰:۰۰                          | ۰۱:۰۰                          | ۰۲:۰۰                          | ۰۳:۰۰                          | ۰۴:۰۰                          | ۰۵:۰۰                          | ۰۶:۰۰                          | ۰۷:۰۰                          | ۰۸:۰۰                          |
| یوتی‌سی ۲:۳۰-                   | ۰۹:۳۰                          | ۱۰:۳۰                          | ۱۱:۳۰                          | ۱۲:۳۰                          | ۱۳:۳۰                          | ۱۴:۳۰                          | ۱۵:۳۰                          | ۱۶:۳۰                          | ۱۷:۳۰                          | ۱۸:۳۰                          | ۱۹:۳۰                          | ۲۰:۳۰                          | ۲۱:۳۰                          | ۲۲:۳۰                          | ۲۳:۳۰                          | ۰۰:۳۰                          | ۰۱:۳۰                          | ۰۲:۳۰                          | ۰۳:۳۰                          | ۰۴:۳۰                          | ۰۵:۳۰                          | ۰۶:۳۰                          | ۰۷:۳۰                          | ۰۸:۳۰                          |
| یوتی‌سی ۲:۰۰-                   | ۱۰:۰۰                          | ۱۱:۰۰                          | ۱۲:۰۰                          | ۱۳:۰۰                          | ۱۴:۰۰                          | ۱۵:۰۰                          | ۱۶:۰۰                          | ۱۷:۰۰                          | ۱۸:۰۰                          | ۱۹:۰۰                          | ۲۰:۰۰                          | ۲۱:۰۰                          | ۲۲:۰۰                          | ۲۳:۰۰                          | ۰۰:۰۰                          | ۰۱:۰۰                          | ۰۲:۰۰                          | ۰۳:۰۰                          | ۰۴:۰۰                          | ۰۵:۰۰                          | ۰۶:۰۰                          | ۰۷:۰۰                          | ۰۸:۰۰                          | ۰۹:۰۰                          |
| یوتی‌سی ۱:۰۰-                   | ۱۱:۰۰                          | ۱۲:۰۰                          | ۱۳:۰۰                          | ۱۴:۰۰                          | ۱۵:۰۰                          | ۱۶:۰۰                          | ۱۷:۰۰                          | ۱۸:۰۰                          | ۱۹:۰۰                          | ۲۰:۰۰                          | ۲۱:۰۰                          | ۲۲:۰۰                          | ۲۳:۰۰                          | ۰۰:۰۰                          | ۰۱:۰۰                          | ۰۲:۰۰                          | ۰۳:۰۰                          | ۰۴:۰۰                          | ۰۵:۰۰                          | ۰۶:۰۰                          | ۰۷:۰۰                          | ۰۸:۰۰                          | ۰۹:۰۰                          | ۱۰:۰۰                          |
| یوتی‌سی ۰۰:۰۰±                  | ۱۲:۰۰                          | ۱۳:۰۰                          | ۱۴:۰۰                          | ۱۵:۰۰                          | ۱۶:۰۰                          | ۱۷:۰۰                          | ۱۸:۰۰                          | ۱۹:۰۰                          | ۲۰:۰۰                          | ۲۱:۰۰                          | ۲۲:۰۰                          | ۲۳:۰۰                          | ۰۰:۰۰                          | ۰۱:۰۰                          | ۰۲:۰۰                          | ۰۳:۰۰                          | ۰۴:۰۰                          | ۰۵:۰۰                          | ۰۶:۰۰                          | ۰۷:۰۰                          | ۰۸:۰۰                          | ۰۹:۰۰                          | ۱۰:۰۰                          | ۱۱:۰۰                          |
| یوتی‌سی ۱:۰۰+                   | ۱۳:۰۰                          | ۱۴:۰۰                          | ۱۵:۰۰                          | ۱۶:۰۰                          | ۱۷:۰۰                          | ۱۸:۰۰                          | ۱۹:۰۰                          | ۲۰:۰۰                          | ۲۱:۰۰                          | ۲۲:۰۰                          | ۲۳:۰۰                          | ۰۰:۰۰                          | ۰۱:۰۰                          | ۰۲:۰۰                          | ۰۳:۰۰                          | ۰۴:۰۰                          | ۰۵:۰۰                          | ۰۶:۰۰                          | ۰۷:۰۰                          | ۰۸:۰۰                          | ۰۹:۰۰                          | ۱۰:۰۰                          | ۱۱:۰۰                          | ۱۲:۰۰                          |
| یوتی‌سی ۲:۰۰+                   | ۱۴:۰۰                          | ۱۵:۰۰                          | ۱۶:۰۰                          | ۱۷:۰۰                          | ۱۸:۰۰                          | ۱۹:۰۰                          | ۲۰:۰۰                          | ۲۱:۰۰                          | ۲۲:۰۰                          | ۲۳:۰۰                          | ۰۰:۰۰                          | ۰۱:۰۰                          | ۰۲:۰۰                          | ۰۳:۰۰                          | ۰۴:۰۰                          | ۰۵:۰۰                          | ۰۶:۰۰                          | ۰۷:۰۰                          | ۰۸:۰۰                          | ۰۹:۰۰                          | ۱۰:۰۰                          | ۱۱:۰۰                          | ۱۲:۰۰                          | ۱۳:۰۰                          |
| یوتی‌سی ۳:۰۰+                   | ۱۵:۰۰                          | ۱۶:۰۰                          | ۱۷:۰۰                          | ۱۸:۰۰                          | ۱۹:۰۰                          | ۲۰:۰۰                          | ۲۱:۰۰                          | ۲۲:۰۰                          | ۲۳:۰۰                          | ۰۰:۰۰                          | ۰۱:۰۰                          | ۰۲:۰۰                          | ۰۳:۰۰                          | ۰۴:۰۰                          | ۰۵:۰۰                          | ۰۶:۰۰                          | ۰۷:۰۰                          | ۰۸:۰۰                          | ۰۹:۰۰                          | ۱۰:۰۰                          | ۱۱:۰۰                          | ۱۲:۰۰                          | ۱۳:۰۰                          | ۱۴:۰۰                          |
| یوتی‌سی ۳:۳۰+                   | ۱۵:۳۰                          | ۱۶:۳۰                          | ۱۷:۳۰                          | ۱۸:۳۰                          | ۱۹:۳۰                          | ۲۰:۳۰                          | ۲۱:۳۰                          | ۲۲:۳۰                          | ۲۳:۳۰                          | ۰۰:۳۰                          | ۰۱:۳۰                          | ۰۲:۳۰                          | ۰۳:۳۰                          | ۰۴:۳۰                          | ۰۵:۳۰                          | ۰۶:۳۰                          | ۰۷:۳۰                          | ۰۸:۳۰                          | ۰۹:۳۰                          | ۱۰:۳۰                          | ۱۱:۳۰                          | ۱۲:۳۰                          | ۱۳:۳۰                          | ۱۴:۳۰                          |
| یوتی‌سی ۴:۰۰+                   | ۱۶:۰۰                          | ۱۷:۰۰                          | ۱۸:۰۰                          | ۱۹:۰۰                          | ۲۰:۰۰                          | ۲۱:۰۰                          | ۲۲:۰۰                          | ۲۳:۰۰                          | ۰۰:۰۰                          | ۰۱:۰۰                          | ۰۲:۰۰                          | ۰۳:۰۰                          | ۰۴:۰۰                          | ۰۵:۰۰                          | ۰۶:۰۰                          | ۰۷:۰۰                          | ۰۸:۰۰                          | ۰۹:۰۰                          | ۱۰:۰۰                          | ۱۱:۰۰                          | ۱۲:۰۰                          | ۱۳:۰۰                          | ۱۴:۰۰                          | ۱۵:۰۰                          |
| یوتی‌سی ۴:۳۰+                   | ۱۶:۳۰                          | ۱۷:۳۰                          | ۱۸:۳۰                          | ۱۹:۳۰                          | ۲۰:۳۰                          | ۲۱:۳۰                          | ۲۲:۳۰                          | ۲۳:۳۰                          | ۰۰:۳۰                          | ۰۱:۳۰                          | ۰۲:۳۰                          | ۰۳:۳۰                          | ۰۴:۳۰                          | ۰۵:۳۰                          | ۰۶:۳۰                          | ۰۷:۳۰                          | ۰۸:۳۰                          | ۰۹:۳۰                          | ۱۰:۳۰                          | ۱۱:۳۰                          | ۱۲:۳۰                          | ۱۳:۳۰                          | ۱۴:۳۰                          | ۱۵:۳۰                          |
| یوتی‌سی ۵:۰۰+                   | ۱۷:۰۰                          | ۱۸:۰۰                          | ۱۹:۰۰                          | ۲۰:۰۰                          | ۲۱:۰۰                          | ۲۲:۰۰                          | ۲۳:۰۰                          | ۰۰:۰۰                          | ۰۱:۰۰                          | ۰۲:۰۰                          | ۰۳:۰۰                          | ۰۴:۰۰                          | ۰۵:۰۰                          | ۰۶:۰۰                          | ۰۷:۰۰                          | ۰۸:۰۰                          | ۰۹:۰۰                          | ۱۰:۰۰                          | ۱۱:۰۰                          | ۱۲:۰۰                          | ۱۳:۰۰                          | ۱۴:۰۰                          | ۱۵:۰۰                          | ۱۶:۰۰                          |
| یوتی‌سی ۵:۳۰+                   | ۱۷:۳۰                          | ۱۸:۳۰                          | ۱۹:۳۰                          | ۲۰:۳۰                          | ۲۱:۳۰                          | ۲۲:۳۰                          | ۲۳:۳۰                          | ۰۰:۳۰                          | ۰۱:۳۰                          | ۰۲:۳۰                          | ۰۳:۳۰                          | ۰۴:۳۰                          | ۰۵:۳۰                          | ۰۶:۳۰                          | ۰۷:۳۰                          | ۰۸:۳۰                          | ۰۹:۳۰                          | ۱۰:۳۰                          | ۱۱:۳۰                          | ۱۲:۳۰                          | ۱۳:۳۰                          | ۱۴:۳۰                          | ۱۵:۳۰                          | ۱۶:۳۰                          |
| یوتی‌سی ۵:۴۵+                   | ۱۷:۴۵                          | ۱۸:۴۵                          | ۱۹:۴۵                          | ۲۰:۴۵                          | ۲۱:۴۵                          | ۲۲:۴۵                          | ۲۳:۴۵                          | ۰۰:۴۵                          | ۰۱:۴۵                          | ۰۲:۴۵                          | ۰۳:۴۵                          | ۰۴:۴۵                          | ۰۵:۴۵                          | ۰۶:۴۵                          | ۰۷:۴۵                          | ۰۸:۴۵                          | ۰۹:۴۵                          | ۱۰:۴۵                          | ۱۱:۴۵                          | ۱۲:۴۵                          | ۱۳:۴۵                          | ۱۴:۴۵                          | ۱۵:۴۵                          | ۱۶:۴۵                          |
| یوتی‌سی ۰۶:۰۰+                  | ۱۸:۰۰                          | ۱۹:۰۰                          | ۲۰:۰۰                          | ۲۱:۰۰                          | ۲۲:۰۰                          | ۲۳:۰۰                          | ۰۰:۰۰                          | ۰۱:۰۰                          | ۰۲:۰۰                          | ۰۳:۰۰                          | ۰۴:۰۰                          | ۰۵:۰۰                          | ۰۶:۰۰                          | ۰۷:۰۰                          | ۰۸:۰۰                          | ۰۹:۰۰                          | ۱۰:۰۰                          | ۱۱:۰۰                          | ۱۲:۰۰                          | ۱۳:۰۰                          | ۱۴:۰۰                          | ۱۵:۰۰                          | ۱۶:۰۰                          | ۱۷:۰۰                          |
| یوتی‌سی ۶:۳۰+                   | ۱۸:۳۰                          | ۱۹:۳۰                          | ۲۰:۳۰                          | ۲۱:۳۰                          | ۲۲:۳۰                          | ۲۳:۳۰                          | ۰۰:۳۰                          | ۰۱:۳۰                          | ۰۲:۳۰                          | ۰۳:۳۰                          | ۰۴:۳۰                          | ۰۵:۳۰                          | ۰۶:۳۰                          | ۰۷:۳۰                          | ۰۸:۳۰                          | ۰۹:۳۰                          | ۱۰:۳۰                          | ۱۱:۳۰                          | ۱۲:۳۰                          | ۱۳:۳۰                          | ۱۴:۳۰                          | ۱۵:۳۰                          | ۱۶:۳۰                          | ۱۷:۳۰                          |
| یوتی‌سی ۷:۰۰+                   | ۱۹:۰۰                          | ۲۰:۰۰                          | ۲۱:۰۰                          | ۲۲:۰۰                          | ۲۳:۰۰                          | ۰۰:۰۰                          | ۰۱:۰۰                          | ۰۲:۰۰                          | ۰۳:۰۰                          | ۰۴:۰۰                          | ۰۵:۰۰                          | ۰۶:۰۰                          | ۰۷:۰۰                          | ۰۸:۰۰                          | ۰۹:۰۰                          | ۱۰:۰۰                          | ۱۱:۰۰                          | ۱۲:۰۰                          | ۱۳:۰۰                          | ۱۴:۰۰                          | ۱۵:۰۰                          | ۱۶:۰۰                          | ۱۷:۰۰                          | ۱۸:۰۰                          |
| یوتی‌سی ۸:۰۰+                   | ۲۰:۰۰                          | ۲۱:۰۰                          | ۲۲:۰۰                          | ۲۳:۰۰                          | ۰۰:۰۰                          | ۰۱:۰۰                          | ۰۲:۰۰                          | ۰۳:۰۰                          | ۰۴:۰۰                          | ۰۵:۰۰                          | ۰۶:۰۰                          | ۰۷:۰۰                          | ۰۸:۰۰                          | ۰۹:۰۰                          | ۱۰:۰۰                          | ۱۱:۰۰                          | ۱۲:۰۰                          | ۱۳:۰۰                          | ۱۴:۰۰                          | ۱۵:۰۰                          | ۱۶:۰۰                          | ۱۷:۰۰                          | ۱۸:۰۰                          | ۱۹:۰۰                          |
| یوتی‌سی ۸:۴۵+                   | ۲۰:۴۵                          | ۲۱:۴۵                          | ۲۲:۴۵                          | ۲۳:۴۵                          | ۰۰:۴۵                          | ۰۱:۴۵                          | ۰۲:۴۵                          | ۰۳:۴۵                          | ۰۴:۴۵                          | ۰۵:۴۵                          | ۰۶:۴۵                          | ۰۷:۴۵                          | ۰۸:۴۵                          | ۰۹:۴۵                          | ۱۰:۴۵                          | ۱۱:۴۵                          | ۱۲:۴۵                          | ۱۳:۴۵                          | ۱۴:۴۵                          | ۱۵:۴۵                          | ۱۶:۴۵                          | ۱۷:۴۵                          | ۱۸:۴۵                          | ۱۹:۴۵                          |
| یوتی‌سی ۹:۰۰+                   | ۲۱:۰۰                          | ۲۲:۰۰                          | ۲۳:۰۰                          | ۰۰:۰۰                          | ۰۱:۰۰                          | ۰۲:۰۰                          | ۰۳:۰۰                          | ۰۴:۰۰                          | ۰۵:۰۰                          | ۰۶:۰۰                          | ۰۷:۰۰                          | ۰۸:۰۰                          | ۰۹:۰۰                          | ۱۰:۰۰                          | ۱۱:۰۰                          | ۱۲:۰۰                          | ۱۳:۰۰                          | ۱۴:۰۰                          | ۱۵:۰۰                          | ۱۶:۰۰                          | ۱۷:۰۰                          | ۱۸:۰۰                          | ۱۹:۰۰                          | ۲۰:۰۰                          |
| یوتی‌سی ۹:۳۰+                   | ۲۱:۳۰                          | ۲۲:۳۰                          | ۲۳:۳۰                          | ۰۰:۳۰                          | ۰۱:۳۰                          | ۰۲:۳۰                          | ۰۳:۳۰                          | ۰۴:۳۰                          | ۰۵:۳۰                          | ۰۶:۳۰                          | ۰۷:۳۰                          | ۰۸:۳۰                          | ۰۹:۳۰                          | ۱۰:۳۰                          | ۱۱:۳۰                          | ۱۲:۳۰                          | ۱۳:۳۰                          | ۱۴:۳۰                          | ۱۵:۳۰                          | ۱۶:۳۰                          | ۱۷:۳۰                          | ۱۸:۳۰                          | ۱۹:۳۰                          | ۲۰:۳۰                          |
| یوتی‌سی ۱۰:۰۰+                  | ۲۲:۰۰                          | ۲۳:۰۰                          | ۰۰:۰۰                          | ۰۱:۰۰                          | ۰۲:۰۰                          | ۰۳:۰۰                          | ۰۴:۰۰                          | ۰۵:۰۰                          | ۰۶:۰۰                          | ۰۷:۰۰                          | ۰۸:۰۰                          | ۰۹:۰۰                          | ۱۰:۰۰                          | ۱۱:۰۰                          | ۱۲:۰۰                          | ۱۳:۰۰                          | ۱۴:۰۰                          | ۱۵:۰۰                          | ۱۶:۰۰                          | ۱۷:۰۰                          | ۱۸:۰۰                          | ۱۹:۰۰                          | ۲۰:۰۰                          | ۲۱:۰۰                          |
| یوتی‌سی ۱۰:۳۰+                  | ۲۲:۳۰                          | ۲۳:۳۰                          | ۰۰:۳۰                          | ۰۱:۳۰                          | ۰۲:۳۰                          | ۰۳:۳۰                          | ۰۴:۳۰                          | ۰۵:۳۰                          | ۰۶:۳۰                          | ۰۷:۳۰                          | ۰۸:۳۰                          | ۰۹:۳۰                          | ۱۰:۳۰                          | ۱۱:۳۰                          | ۱۲:۳۰                          | ۱۳:۳۰                          | ۱۴:۳۰                          | ۱۵:۳۰                          | ۱۶:۳۰                          | ۱۷:۳۰                          | ۱۸:۳۰                          | ۱۹:۳۰                          | ۲۰:۳۰                          | ۲۱:۳۰                          |
| یوتی‌سی ۱۱:۰۰+                  | ۲۳:۰۰                          | ۰۰:۰۰                          | ۰۱:۰۰                          | ۰۲:۰۰                          | ۰۳:۰۰                          | ۰۴:۰۰                          | ۰۵:۰۰                          | ۰۶:۰۰                          | ۰۷:۰۰                          | ۰۸:۰۰                          | ۰۹:۰۰                          | ۱۰:۰۰                          | ۱۱:۰۰                          | ۱۲:۰۰                          | ۱۳:۰۰                          | ۱۴:۰۰                          | ۱۵:۰۰                          | ۱۶:۰۰                          | ۱۷:۰۰                          | ۱۸:۰۰                          | ۱۹:۰۰                          | ۲۰:۰۰                          | ۲۱:۰۰                          | ۲۲:۰۰                          |
| یوتی‌سی ۱۲:۰۰+                  | ۰۰:۰۰                          | ۰۱:۰۰                          | ۰۲:۰۰                          | ۰۳:۰۰                          | ۰۴:۰۰                          | ۰۵:۰۰                          | ۰۶:۰۰                          | ۰۷:۰۰                          | ۰۸:۰۰                          | ۰۹:۰۰                          | ۱۰:۰۰                          | ۱۱:۰۰                          | ۱۲:۰۰                          | ۱۳:۰۰                          | ۱۴:۰۰                          | ۱۵:۰۰                          | ۱۶:۰۰                          | ۱۷:۰۰                          | ۱۸:۰۰                          | ۱۹:۰۰                          | ۲۰:۰۰                          | ۲۱:۰۰                          | ۲۲:۰۰                          | ۲۳:۰۰                          |
| یوتی‌سی ۱۲:۴۵+                  | ۰۰:۴۵                          | ۰۱:۴۵                          | ۰۲:۴۵                          | ۰۳:۴۵                          | ۰۴:۴۵                          | ۰۵:۴۵                          | ۰۶:۴۵                          | ۰۷:۴۵                          | ۰۸:۴۵                          | ۰۹:۴۵                          | ۱۰:۴۵                          | ۱۱:۴۵                          | ۱۲:۴۵                          | ۱۳:۴۵                          | ۱۴:۴۵                          | ۱۵:۴۵                          | ۱۶:۴۵                          | ۱۷:۴۵                          | ۱۸:۴۵                          | ۱۹:۴۵                          | ۲۰:۴۵                          | ۲۱:۴۵                          | ۲۲:۴۵                          | ۲۳:۴۵                          |
| یوتی‌سی ۱۳:۰۰+                  | ۰۱:۰۰                          | ۰۲:۰۰                          | ۰۳:۰۰                          | ۰۴:۰۰                          | ۰۵:۰۰                          | ۰۶:۰۰                          | ۰۷:۰۰                          | ۰۸:۰۰                          | ۰۹:۰۰                          | ۱۰:۰۰                          | ۱۱:۰۰                          | ۱۲:۰۰                          | ۱۳:۰۰                          | ۱۴:۰۰                          | ۱۵:۰۰                          | ۱۶:۰۰                          | ۱۷:۰۰                          | ۱۸:۰۰                          | ۱۹:۰۰                          | ۲۰:۰۰                          | ۲۱:۰۰                          | ۲۲:۰۰                          | ۲۳:۰۰                          | ۰۰:۰۰                          |
| یوتی‌سی ۱۳:۴۵+                  | ۰۱:۴۵                          | ۰۲:۴۵                          | ۰۳:۴۵                          | ۰۴:۴۵                          | ۰۵:۴۵                          | ۰۶:۴۵                          | ۰۷:۴۵                          | ۰۸:۴۵                          | ۰۹:۴۵                          | ۱۰:۴۵                          | ۱۱:۴۵                          | ۱۲:۴۵                          | ۱۳:۴۵                          | ۱۴:۴۵                          | ۱۵:۴۵                          | ۱۶:۴۵                          | ۱۷:۴۵                          | ۱۸:۴۵                          | ۱۹:۴۵                          | ۲۰:۴۵                          | ۲۱:۴۵                          | ۲۲:۴۵                          | ۲۳:۴۵                          | ۰۰:۴۵                          |
| یوتی‌سی ۱۴:۰۰+                  | ۰۲:۰۰                          | ۰۳:۰۰                          | ۰۴:۰۰                          | ۰۵:۰۰                          | ۰۶:۰۰                          | ۰۷:۰۰                          | ۰۸:۰۰                          | ۰۹:۰۰                          | ۱۰:۰۰                          | ۱۱:۰۰                          | ۱۲:۰۰                          | ۱۳:۰۰                          | ۱۴:۰۰                          | ۱۵:۰۰                          | ۱۶:۰۰                          | ۱۷:۰۰                          | ۱۸:۰۰                          | ۱۹:۰۰                          | ۲۰:۰۰                          | ۲۱:۰۰                          | ۲۲:۰۰                          | ۲۳:۰۰                          | ۰۰:۰۰                          | ۰۱:۰۰                          |
| اختلاف با ساعت هماهنگ جهانی    | سه‌شنبه                         | سه‌شنبه                         | سه‌شنبه                         | سه‌شنبه                         | سه‌شنبه                         | سه‌شنبه                         | سه‌شنبه                         | سه‌شنبه                         | سه‌شنبه                         | سه‌شنبه                         | سه‌شنبه                         | سه‌شنبه                         | سه‌شنبه                         | سه‌شنبه                         | سه‌شنبه                         | سه‌شنبه                         | سه‌شنبه                         | سه‌شنبه                         | سه‌شنبه                         | سه‌شنبه                         | سه‌شنبه                         | سه‌شنبه                         | چهارشنبه                       | چهارشنبه                       |

## مناطق زمانی دریایی
از دههٔ ۱۹۲۰ به این‌سو، سامانه‌ای با عنوان زمان استاندارد دریایی برای کشتی‌هایی که در آب‌های بین‌المللی حرکت می‌کنند، به اجرا درآمده است. مناطق زمانی دریایی، که شکل آرمانی مناطق زمانی زمینی به‌شمار می‌روند، شامل بخش‌هایی ۱۵ درجه‌ای از طول جغرافیایی هستند که با عددی صحیح از ساعت گرینویچ اختلاف دارند. خط زمان دریایی از نصف‌النهار ۱۸۰ درجه پیروی می‌کند و یک بخش ۱۵ درجه‌ای را به دو بخش ۷٫۵ درجه‌ای تقسیم می‌کند که نسبت به ساعت گرینویچ ±۱۲ ساعت اختلاف دارند.
با این حال، در عمل هر کشتی ممکن است تصمیم بگیرد که در هر موقعیت جغرافیایی، از چه زمانی استفاده کند. معمولاً کشتی‌ها ترجیح می‌دهند ساعت خود را در زمان مناسب (اغلب در شب) تنظیم کنند و نه دقیقاً هنگام عبور از طول جغرافیایی مشخص. برخی کشتی‌ها نیز در تمام طول سفر، ساعت بندر مبدأ را حفظ می‌کنند.

## ساعت تابستانی
بسیاری از کشورها — و گاه تنها برخی مناطق درون کشورها — در بخشی از سال از ساعت تابستانی (DST) که به آن «زمان تابستانی» نیز گفته می‌شود، استفاده می‌کنند. این زمان معمولاً شامل جلو کشیدن ساعتها به‌میزان یک ساعت در نزدیکی آغاز بهار و بازگرداندن آن‌ها در پاییز است («بهار جلو بکش، پاییز عقب ببر»). ساعت تابستانی مدرن نخستین‌بار در سال ۱۹۰۷ پیشنهاد شد و در سال ۱۹۱۶، به‌عنوان اقدامی در دوران جنگ جهانی اول برای صرفه‌جویی در مصرف زغال‌سنگ، به‌طور گسترده به‌کار گرفته شد. با وجود بحث‌برانگیز بودن، بسیاری از کشورها از آن زمان تاکنون، گهگاه از این شیوه استفاده کرده‌اند؛ جزئیات آن در کشورهای مختلف متفاوت است و گاهی تغییر می‌کند. کشورهایی که در نزدیکی خط استوا قرار دارند معمولاً از ساعت تابستانی استفاده نمی‌کنند، چرا که تفاوت فصلی در میزان نور خورشید در این مناطق ناچیز است.

## زمان در فضا
فضاپیماهای مداری ممکن است در طول یک دورهٔ ۲۴ ساعته چندین بار طلوع و غروب خورشید را تجربه کنند، یا اصلاً هیچ‌کدام را نبینند. بنابراین امکان تنظیم زمان بر اساس موقعیت خورشید و در عین حال حفظ چرخهٔ خواب و بیداری ۲۴ ساعته وجود ندارد. یک رویهٔ رایج در کاوش فضایی این است که از زمان زمینی محل پرتاب یا مرکز کنترل مأموریت استفاده شود تا چرخه‌های خواب خدمه و کنترل‌کنندگان هماهنگ بماند. ایستگاه فضایی بین‌المللی معمولاً از ساعت گرینویچ (GMT) استفاده می‌کند.
زمان‌سنجی در مریخ پیچیده‌تر است، زیرا طول روز خورشیدی در این سیاره تقریباً ۲۴ ساعت و ۴۰ دقیقه است و به آن سول گفته می‌شود. کنترل‌کنندگان زمینی برخی مأموریت‌های مریخی، به‌ویژه زمانی‌که فعالیت مریخ‌نوردها وابسته به انرژی خورشیدی است، چرخهٔ خواب و بیداری خود را با روز مریخی هماهنگ می‌کنند.